# Fort Großherzog von Hessen

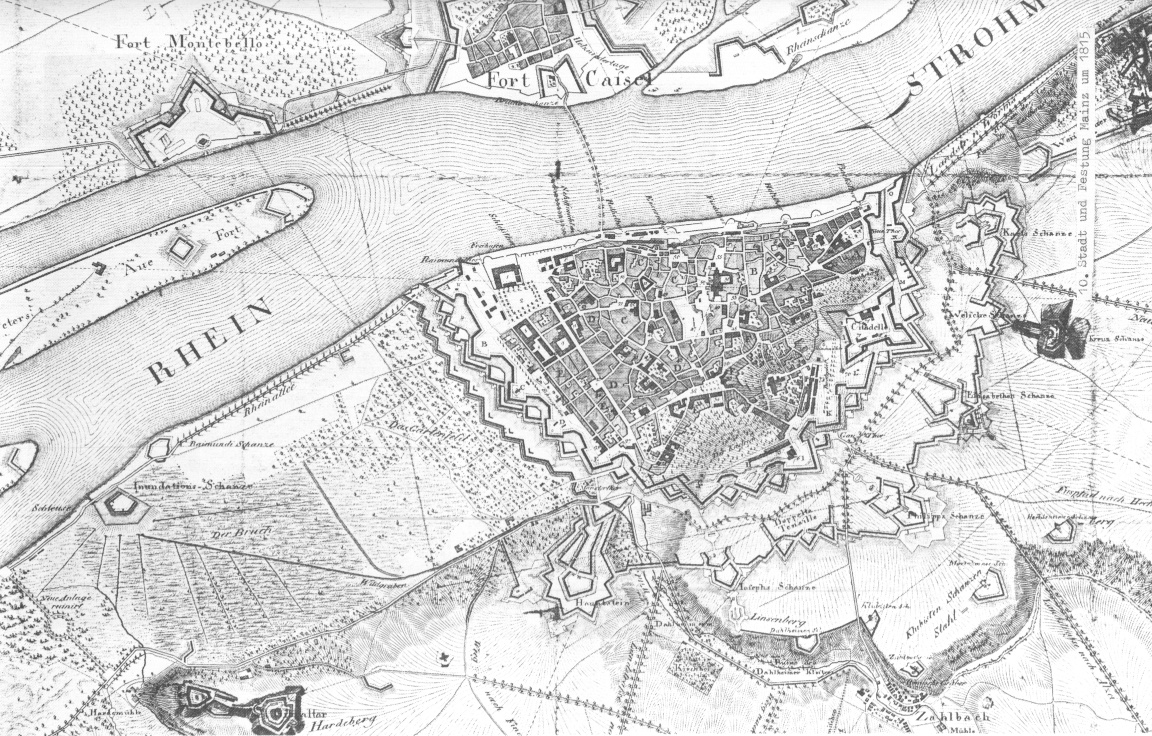
Topographisch-militärischer Plan der Stadt und Festung Mainz von 1815. Stich von Johann Conrad Felsing, Herausgeber Dr. B. Hundeshagen

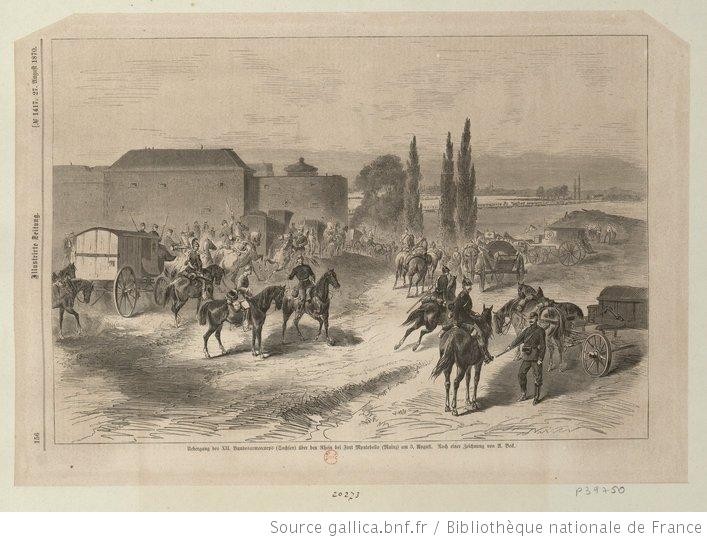
Übergang des XII Bundesarmeecorps (Sachsen) über den Rhein bei Fort Montebello (Mainz) am 3. August.

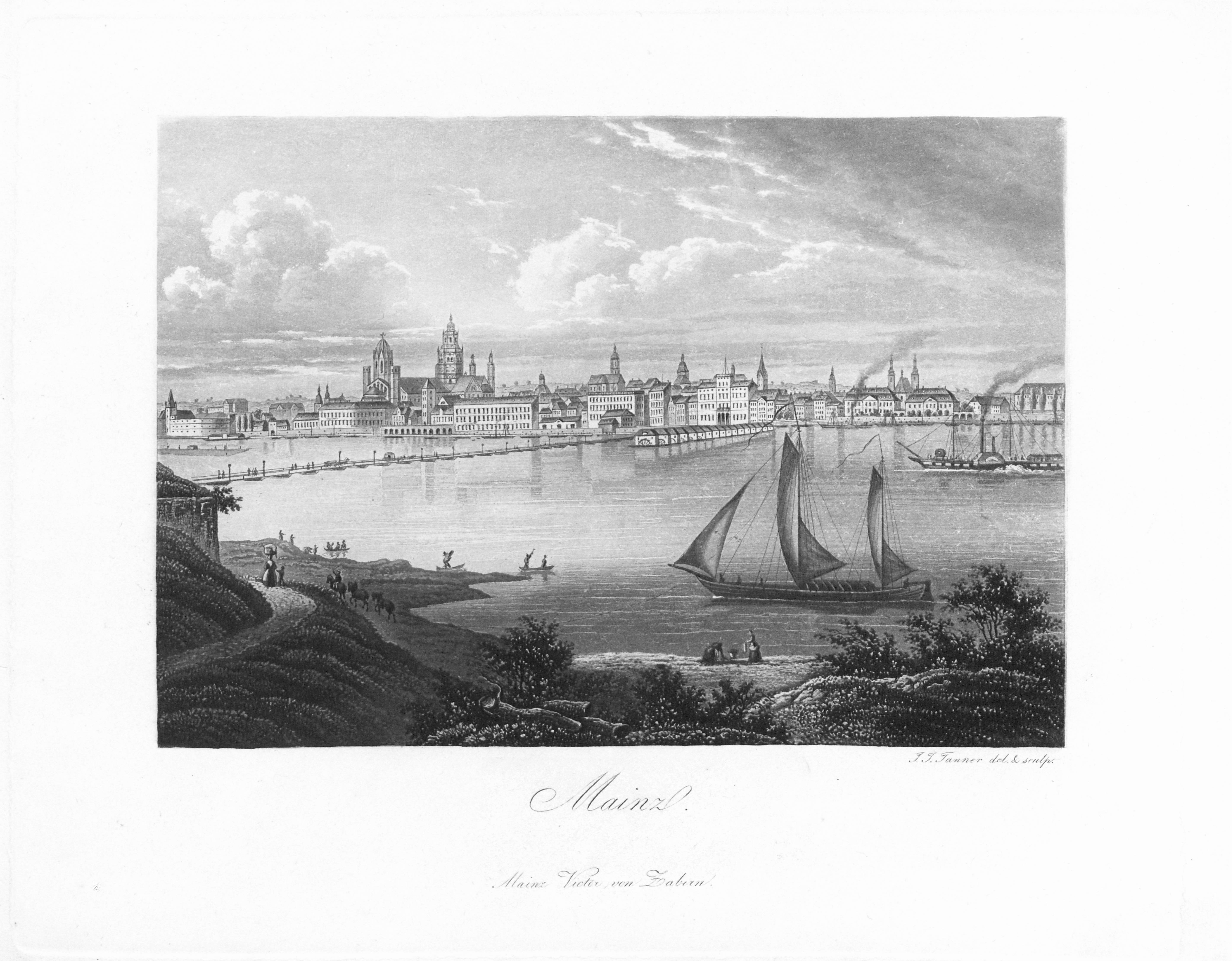
Die Schiffsbrücke nach Mainz, so wie der Blick vom Fort möglich sein konnte

Das Fort Montebello, zur Zeit des Deutschen Bundes in Fort Großherzog von Hessen umbenannt, war ein Festungswerk bei Mainz-Kastel. Es war Teil des äußeren Gürtels um die Festung Mainz. Das auf dem rechten Ufer des Rheins liegende Fort hatte die Aufgabe als Außenwerk im Verbund mit den Forts Kastel, Mars und Petersaue zur Deckung der Schiffbrücke beizutragen.

## Historisches
Nach dem Frieden von Campo Formio kam Mainz dauerhaft an Frankreich und wurde von der französischen Geniedirektion an der Rheinfront nach Norden hin verstärkt. Der Bau des Forts begann im Jahr 1805, acht Jahre nach der Annexion von Mainz – im Jahr nach der Kaiserkrönung Napoleons I., und endete im Jahre 1813. Bonaparte wollte Stadt und Festung gemeinsam mit Straßburg und Antwerpen zu einer Hochburg seines Reiches ausbauen lassen. Sogar der Neubau einer steinernen Brücke über den Rhein war bereits mit Kosten für diese großen Arbeiten dekretiert. Die Befestigungsanlage wurde an einem strategischen Ort errichtet, um den linken Flügel der Festung Mainz gegen das Herzogtum Nassau zu schützen. In dieser Aufgabe wurde sie durch mehrere Batterien, die bereits von Simon François Gay de Vernon auf der Petersaue errichtet worden waren, unterstützt. Das Fort erhielt seinen Namen von der Schlacht von Montebello (1800).
Viele Werke dieser Nordseite der Festung Mainz waren bei Beginn der Befreiungskriege noch nicht fertiggestellt.

## Errichtung
Das Fort wurde am Talweg des Rheins zwischen Kastel und Biebrich erbaut und bestand aus einem Ensemble von einer Vollbastion und zwei Lünetten.
Nachdem Mainz als Auswirkung der Auflösung des Rheinbundes in deutsches Einflussgebiet gefallen war, gingen die Militärbehörden unverzüglich dazu über, die Stadt Mainz militärisch aufzuwerten. Es wurden große Anstrengungen unternommen, um sowohl die noch von Frankreich projektierten als auch neue Festungswerke zu bauen. Die Vollendung der neu gestalteten und verstärkten Hauptumwallung von Kastel wurde zwischen 1828 und 1830 abgeschlossen. Der Schutz der Schiffsbrücke wurde durch die defensible Reduit-Kaserne am Rheinufer weiter verstärkt, so dass nach 1834 keine Notwendigkeit für eine weitere Modernisierung der Hauptumwallung gegeben war.
Daß die weiter beantragten Arbeiten an dem südlichen und östlichen Ufer der Petersaue vorerst auszusetzen, und dieser Gegenstand unter die bei der Militärcommission in Bearbeitung stehenden Herstellungsanträge für die Festung Mainz, insbesondere das Fort Montebello, aufzunehmen seyen, insofern sich die Nothwendigkeit dazu ergibt: dieß wird hohe Bundesversammlung sich um so mehr gefallen lassen, als die Militärcommission die fraglichen Arbeiten für nicht sehr dringend erklärte.
Protokoll der Deutschen Bundesversammlung vom Jahre 1839
Erst in einer Inventarliste der Festungspläne des preußischen Kriegsministeriums aus dem Jahr 1843 finden sich mehrere Umbau- und Verstärkungspläne für das Fort. Auf einem Plan der Stadt Mainz der auf das Jahr 1890 datiert ist, kann das bastionäre System noch gut wahrgenommen werden. Das ehemalige Werk musste nach dem Friedensvertrag von Versailles bis 1921 eingeebnet werden. Es machte Wohnhäusern im Stil der Moderne Platz. Lediglich die Straße „Im Fort Montebello“ erinnert heute noch daran.